# Дривас, Димитриос
Дими́триос Дри́вас (греч. Δημήτριος Δρίβας) — греческий моряк и пловец, бронзовый призёр летних Олимпийских игр 1896.
Дривас участвовал только в специальном заплыве среди моряков на 100 м, к нему были допущены только моряки Королевского флота. Он занял третье место, пропустив вперёд Иоанниса Малокиниса и Спиридона Хасаписа.